# Муравьёв, Александр Николаевич
Алекса́ндр Никола́евич Муравьёв (10 [21] октября 1792 — 18 [30] декабря 1863, Москва) — русский государственный и политический деятель, участник Отечественной войны 1812 года и заграничных походов русской армии 1813—1814 годов, один из основателей декабристского движения, впоследствии генерал-лейтенант, Нижегородский военный губернатор, сенатор.

## Происхождение
Александр Николаевич родился 10 октября 1792 года в дворянской семье Муравьёвых.
Отец — генерал-майор Николай Николаевич Муравьёв (1768—1840), основатель Московского учебного заведения для колонновожатых. Мать — Александра Михайловна Мордвинова (1770—1809). Получил домашнее воспитание.
Братья:
- Николай Николаевич Муравьёв-Карский (14.7.1793 — 18.10.1866) — генерал-адъютант, генерал от инфантерии;
- Михаил Николаевич Муравьёв-Виленский (1.10.1796 — 29.08.1866) — русский государственный деятель, генерал от инфантерии (1863)
- Андрей Николаевич Муравьёв (30.4.1806 — 13.8.1874), чиновник Синода, церковный писатель;
- Сергей (14.4.1809 — 16.8.1874);
- сестра — Софья (1804 — до 1824).

## Биография
В 1806—1810 годах учился в Императорском Московском университете, слушал лекции на физико-математическом, нравственно-политическом и словесном факультетах одновременно с другими будущими декабристами Н. И. Тургеневым, И. Д. Якушкиным, Н. М. Муравьёвым, а также с П. Я. Чаадаевым. Совместно с отцом и братом Михаилом участвовал в создании Московского общества математиков.

### Военная служба
Принят на военную службу из студентов Московского университета колонновожатым в свиту по квартирмейстерской части 1 марта 1810 года. 14 сентября 1810 года произведён в подпоручики. С осени 1810 года по январь 1811 года находился на топографических съёмках в Волынской и Киевской губерниях. С марта 1812 года состоял при генерал-квартирмейстере 1-й Западной армии. В июне 1812 года поступил в 5-й корпус.
Участвовал в Отечественной войне 1812 года. За Бородинское сражение, в котором он был адъютантом М.Б. Барклая де Толли, был награждён орденом Святой Анны III степени. Участвовал в боях при Тарутино, под Малоярославцем, под Красным. За участие в сражении под Вязьмой награждён золотой шпагой за храбрость.
В Заграничных походах 1813—14 годов участвовал в сражениях при Бауцене, Кульме, Лейпциге, Фер-Шампенуазе. 11 сентября 1813 года был откомандирован в корпус М. И. Платова. 16 марта 1813 года произведён в поручики, 2 ноября 1813 года — в штабс-капитаны.
Награждён орденом Святого Владимира IV степени с бантом, орденом Святой Анны II степени, прусским орденом ««Pour le Mérite»», Кульмским крестом, баварским орденом Максимилиана-Иосифа, австрийским орденом Леопольда.
В 1814 году переведён в Гвардии генеральный штаб. 20 августа 1814 года был произведён в капитаны,  7 марта 1816 года — в полковники. Занимал должность обер-квартирмейстера 1-го резервного кавалерийского корпуса, а в 1817—1818 годах был начальником штаба сводного гвардейского отряда во время пребывания последнего в Москве.
За «неисправность» унтер-офицеров на параде 6 января 1818 года по приказу Александра I был посажен под арест на гауптвахту. В знак протеста подал в отставку; 7 октября 1818 года прошение было удовлетворено.

### Участие в тайных обществах
В конце 1810 года вступил в масонскую ложу «Елизаветы к добродетели», в 1814 году был членом масонской ложи во Франции. С 1816 года член ложи «Трёх добродетелей», с июня 1817 года до августа 1818 года — наместный мастер ложи.
Состоял членом организаций «Священная артель» и «Военное общество». Был инициатором создания и фактическим руководителем первой тайной декабристской организации — «Союза спасения» (существовал в 1816—1818). До мая 1819 года являлся членом «Союза благоденствия», его основатель, член Коренного совета. Некоторое время руководил Московской управой. Принимал участие в создании «Зелёной книги» «Союза благоденствия». В 1819 году объявил о выходе из «Союза благоденствия».

### Осуждение и ссылка
Арестован в имении жены селе Ботово Волоколамского уезда 8 января 1826 года по приказу от 5 января 1826 года. 13 января доставлен в Санкт-Петербург на главную гауптвахту, 14 января переведён в Петропавловскую крепость.
Осуждён по VI разряду 10 июля 1826 года; приговорён к ссылке в Сибирь без лишения чинов и дворянства. Выехал из Санкт-Петербурга в Якутск 28 июля 1826 года; супруга решила последовать за своим мужем; им было запрещено ехать вместе.
Прибыл в Иркутск 28 августа 1826 года. После ходатайства тёщи княгини Е. С. Шаховской место ссылки было изменено на Верхнеудинск. Муравьёв узнал об этом по дороге в Якутск. Прибыл в Верхнеудинск 24 января 1827 года. Просил разрешения поступить на гражданскую службу, что было разрешено 30 ноября 1827 года.
22 ноября 1827 года в Верхнеудинске у Муравьёвых родилась дочь Прасковья, умерла в возрасте 5 лет.

### Гражданская служба
19 января 1828 года был назначен городничим в Иркутск, вступил в должность 23 апреля 1828 года. 11 июля 1831 года назначен на должность председателя Иркутского губернского правления в чине статский советник.
25 июня 1832 года был назначен председателем Тобольского губернского правления; прибыл в Тобольск 28 октября того же года. С 30 октября 1832 года исправлял должность тобольского гражданского губернатора.
Из-за конфликта с генерал-губернатором Западной Сибири И. А. Вельяминовым 25 января 1834 года переведён в Вятку на должность председателя уголовной палаты. Однако преемник Вельяминова Н. С. Сулима в конце того же 1834 года выразил желание возвратить А. Н. Муравьёва в Тобольск на прежнюю губернаторскую должность.
25 мая 1835 года назначен председателем Таврической уголовной палаты. В 1837 году несколько раз исполнял обязанности гражданского губернатора. Из-за конфликта с генерал-губернатором графом Михаилом Воронцовым, 6 ноября 1837 года переведён на должность архангельского гражданского губернатора. Из-за крестьянских волнений в Ижемской волости уволен от должности губернатора 7 июня 1839 года.
С 15 апреля 1843 года состоял на службе в Министерстве внутренних дел. 16 февраля 1846 года назначен членом Совета министра внутренних дел, проводил ревизии различных губерний.
С 18 сентября 1848 года — действительный статский советник.

### Возвращение в армию
С мая 1851 года полковник Генерального штаба: на военной службе по личной просьбе. В июле 1854 года откомандирован в Польшу. С августа 1854 года состоял при Главном штабе действующей армии. С 27 марта 1855 года в чине генерал-майора. Участвовал в Крымской войне. С 28 июля 1855 года в отпуске для лечения катаракты.

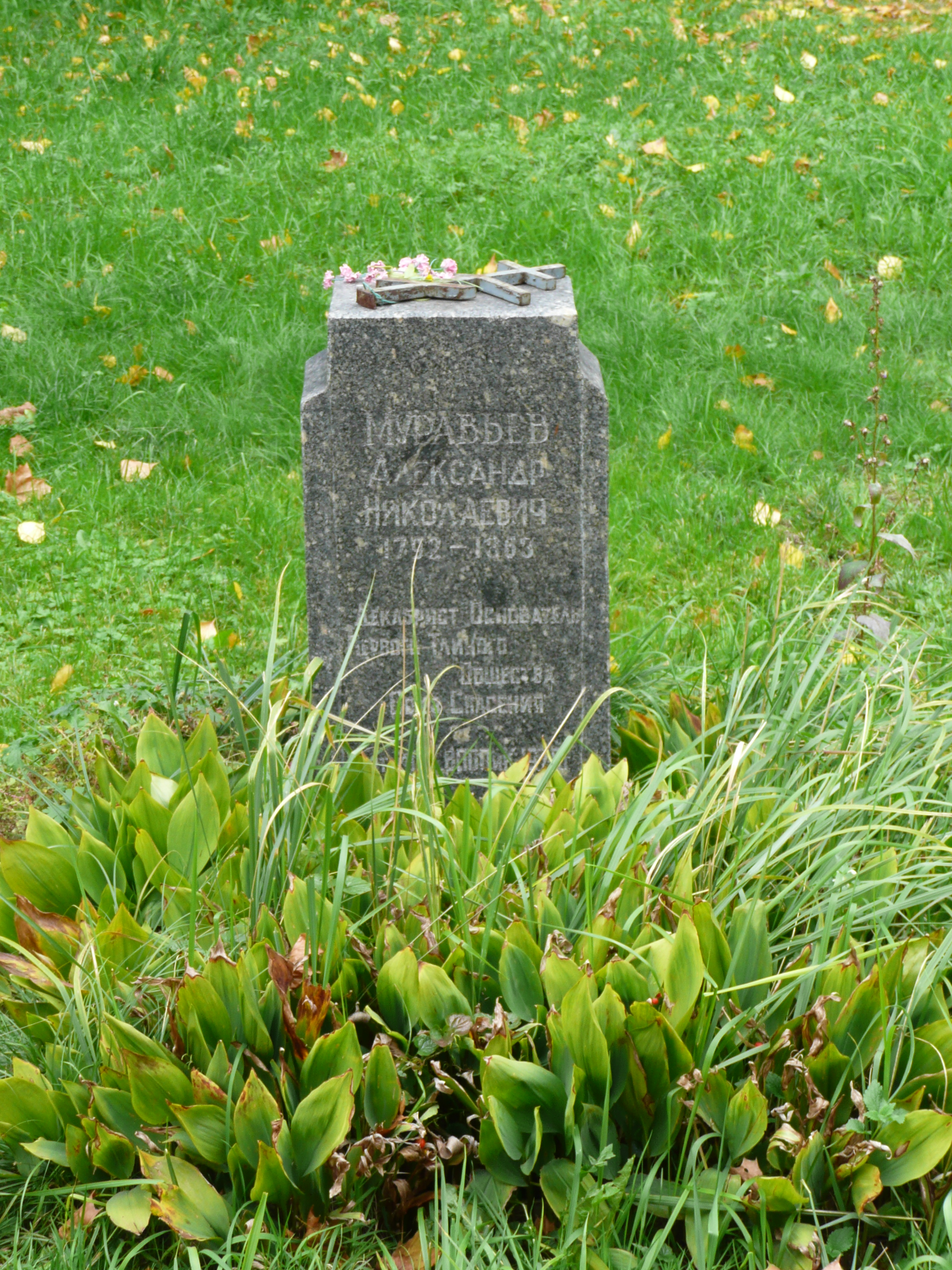
Могила А. Н. Муравьёва. 2010 г.

### Снова государственная служба
С 10 сентября 1856 года в должности нижегородского военного губернатора. Добился высылки помещика Шереметева за жестокое обращение с крепостными.
Участвовал в подготовке крестьянской реформы. 23 апреля 1861 года произведён в генерал-лейтенанты.
Из-за конфликта с Шереметевым 16 сентября 1861 года уволен от должности с назначением сенатором, присутствующим в московских департаментах Сената.
Скончался 18 декабря 1863 года в Москве; похоронен в Новодевичьем монастыре. В середине 1920-х годов отмечалось, что над его захоронением «крест исчез, и могилы найти нельзя» и при ликвидации кладбища в 1930-х годах ограду с табличкой «Декабрист А. Н. Муравьёв» (вместе с соседним захоронением М. И. Муравьёва-Апостола) перенесли от северной стены мавзолея Волконских к могиле С. П. Трубецкого. Также была уничтожена могила отца А. Н. Муравьёва, находившаяся рядом. Памятник-стела из розовато-серого гранита над символической могилой А. Н. Муравьёва была установлена в 1979 году.

## Семья

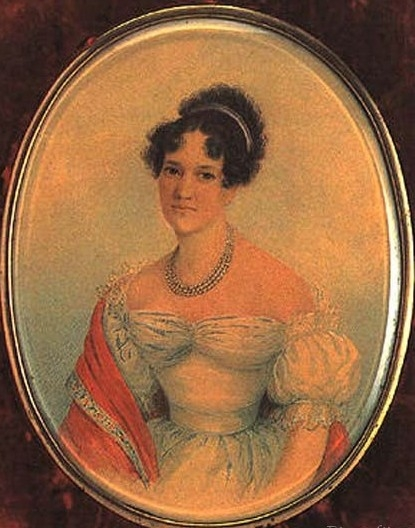
Прасковья Михайловна

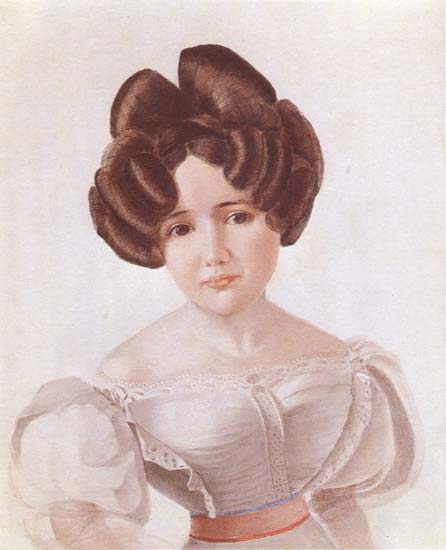
Марфа Михайловна

Первая жена (с 29 сентября 1818 года) — княжна Прасковья Михайловна Шаховская (1788—1835), супруги имели 7 детей:
- Михаил (15.06.1819—02.1822)
- Александра (17.03.1820—18.03.1820)[3]
- Николай (09.02.1821—24.02.1821)[4]
- София (31.01.1822—01.09.1851), умерла от туберкулёза в с. Осташёво под Москвой.
- Елизавета (1823—1824)
- Прасковья (22.11.1827—1832)
- Иван (19.08.1830—18.12.1864), корнет лейб-гвардии Кавалергардского полка, с 1851 поручик. С 1857 адъютант генерал-губернатора Восточной Сибири Н. Н. Муравьёва-Амурского, с 1858 года майор.

Вторая жена (с 1841 года) — княжна Марфа Михайловна Шаховская (20.12.1799—1885), сестра первой жены; родилась в Москве, крещена 6 января 1800 года в Вознесенской церкви у Никитских ворот при восприемстве фельдмаршала графа В. П. Мусина-Пушкина. По словам современницы, почтенная мадам Муравьёва была светлой личностью во всех отношениях. До глубокой старости она сохраняла свой светлый ум, бесконечную доброту и образованную любознательность. На семидесятом году она в совершенстве обучилась английскому языку и ознакомилась со всей английской литературой в подлинниках.

### Награды
Российской Империи:
- Орден Святой Анны 3-й степени (на шпагу) (1812) (за Бородинское сражение);
- Золотая шпага «За храбрость» (1812) (За сражение под Вязьмой)
- Орден Святого Владимира 4-степени с бантом (1813);
- Орден Святой Анны 2-й степени (1814);
- Знак отличия «За XV лет беспорочной службы» (1849);
- Знак отличия «За XX лет беспорочной службы» (1854);
- Орден Святой Анны 1-й степени (1857);
- Императорская корона и мечи к ордену Святой Анны 1-й степени (1858);

Иностранных государств:
- Орден «Pour le Mérite» (Пруссия) (1813);
- Кульмский крест (Пруссия) (1813);
- Орден Леопольда (Австрия) (1814);
- Военный орден Максимилиана Иосифа (Бавария) (1814);

## Публикации
- Муравьёв А. Н. Сочинения и письма. — Иркутск, 1986.